# Bernt Brendemoen
Bernt Brendemoen (* 10. Januar 1949 in Oslo; † 9. März 2024) war ein norwegischer Turkologe.

## Leben
Bernt Brendemoen, ein international anerkannter norwegischer Turkologe, wurde 1949 in Oslo geboren und ist 2024 dort gestorben. Er studierte von 1967 bis 1974 Klassische Philologie und Turkologie an der Universität Oslo. Von 1974 bis 1976 hielt er sich in Istanbul auf, wo er an der Universität Istanbul turkologische Studien betrieb und im Archiv des Topkapı Sarayı forschte. Im Jahre 1977 wurde ihm aufgrund seiner Dissertation Tyrkiske transkripsjonstekster i Topkapı Sarayı i Istanbul (Türkische Transkriptionstexte im Topkapi-Palast in Istanbul) der norwegische Magistergrad (PhD) verliehen. Anschließend war er Forschungsstipendiat beim Norwegischen Forschungsrat und an der Universität Oslo. 1982 wurde er Amanuensis (wissenschaftlicher Mitarbeiter) für Turkologie an der Universität Oslo und 1989 wurde seine Professorkompetenz festgestellt. Im Jahre 1991 vertrat er die Professur für Turkologie an der Johann Wolfgang Goethe-Universität Frankfurt am Main, von 2001 bis 2002 den Lehrstuhl für Turkologie an der Johannes Gutenberg-Universität Mainz. Im August 2001 wurde ihm der höchste norwegische akademische Grad des doctor philosophiae (dr. philos) verliehen. Im Jahre 2002 wurde er zum Universitätsprofessor für Turkologie an der Universität Oslo ernannt. Im Jahre 2018 wurde er emeritiert, setzte aber seine wissenschaftliche Arbeit und seine Tätigkeit in der internationalen Forschungsgemeinschaft fort. Er war Mitglied der Norwegischen Akademie der Wissenschaften, einer der Herausgeber der Zeitschrift Turkic Languages (Harrassowitz) und der Encyclopedia of Turkic Languages and Linguistics (Brill). Er war ein aktives Mitglied des Forscherkollegiums des Schwedischen Forschungsinstitutes in Istanbul.

## Forschung
Zu Brendemoens Arbeitsgebieten gehörten unter anderem sprachwissenschaftliche Turkologie, anatolische Dialekte, türkische Sprachreform, Karamanlidica, Tschaghataisch, Aserbaidschanisch und moderne türkeitürkische Literatur. Er hat mehrere Romane des Schriftstellers und Literaturnobelpreisträgers Orhan Pamuk ins Norwegische übersetzt. 
Brendemoen wurde als köprücü „Brückenbauer“ bezeichnet, der sich dem Türkischen mit dem Ehrgeiz nähert, Brücken zwischen Türkisch und indoeuropäischen Sprachen, insbesondere Norwegisch, zu bauen. Seine Brücken sind sprachliche Bauwerke, die auf der Überzeugung basieren, dass Ansätze zum Verständnis der Türkei und der türkischen Kultur auf Sprachkompetenz basieren müssen.
Brendemoens Studien zu „Transkriptionstexten“, nämlich Texten, die in osmanischer Zeit in lateinischer Schrift verfasst wurden, sind wichtige Beiträge zur Geschichte des Türkischen. Er widmete seine Doktorarbeit (1977) und spätere Studien diesem Forschungsgebiet. 2016 veröffentlichte er seine jüngste Untersuchung eines Transkriptionstextes, einer interessanten Mischung aus Türkisch und Deutsch.
Das zentrale Forschungsgebiet in Brendemoens Œuvre ist die türkische Dialektologie. Sein Interesse an griechisch-türkischen Sprachkontakten richtete seine Aufmerksamkeit auf die Dialekte der östlichen Schwarzmeerküste, türkische Varianten, die in der Provinz Trabzon gesprochen werden.
Ab 1978 führte er intensive Feldforschung in der Provinz Trabzon durch und veröffentlichte mehrere Artikel zu morphologischen, syntaktischen und lexikalischen Merkmalen der Dialekte. Im Jahr 2002 veröffentlichte er sein bahnbrechendes zweibändiges Werk The Turkish dialects of Trabzon. Their phonology and historical development (Die türkischen Dialekte von Trabzon. Ihre Phonologie und historische Entwicklung). Es umfasst eine Synthese seiner linguistischen, folkloristischen und historischen Forschungen zu den in der Provinz Trabzon und teilweise auch in Rize gesprochenen Sprachvarianten. Brendemoen zeigt, dass die betreffenden türkischen Dialekte aufgrund des Einflusses von Fremdsprachen, insbesondere Griechisch, die archaischsten Merkmale bewahrt haben und gleichzeitig die meisten Neuerungen aufweisen. Der Einfluss nichttürkischer Sprachen wird in der türkischen Dialektologie oft vernachlässigt. Seine sprachlichen Daten beleuchten den mittelalterlichen Turkisierungsprozess in der Region, über den bisher nur sehr wenig geschrieben wurde.
Die Untersuchung verschiedener Erscheinungsformen griechisch-türkischer Sprachkontakte spielt in Brendemoens Forschung eine zentrale Rolle. Er ist ein anerkannter Experte für die sogenannte Karamanli-Literatur, die von orthodoxen Christen auf Türkisch in griechischen Schriftzeichen verfasst wurde (2016).
Brendemoens Forschung umfasst viele andere sprachwissenschaftliche Themen. Er hat der türkischen Sprachpolitik mehrere Aufsätze gewidmet. Der Aufsatz Die türkische Sprachreform und Sprachpolitik in der Türkei (2022) ist ein kompetenter Überblick über die Entwicklung der Sprachreformbewegung in der Türkei und diskutiert kulturelle Aspekte der Reform, Argumente dafür und dagegen sowie Wortbildungsmethoden. Brendemoen fungierte als Vermittler und schuf für Norweger einen direkten Zugang zur türkischen Sprache und Literatur.

## Ausgewählte Werke
- 1977. Tyrkiske transkripsjonstekster i Topkapı Sarayı i Istanbul [Türkische Transkriptionstexte im Topkapi-Palast in Istanbul]. Doktorarbeit. Universität Oslo.
- 1992. Tyrkisk grammatik [Türkische Grammatik]. Mit Even Hovdhaugen. Oslo: Universitetsforlaget. (Mehrere Ausgaben)
- 1998. Einige Bemerkungen über die Wortstellung in anatolischen Dialekten. In Demir, Nurettin & Taube, Erika (Hrsg.) Turkologie Heute – Tradition und Perspektive. Wiesbaden: Harrassowitz. 27–46.
- 2002. The Turkish Dialects of Trabzon. Their Phonology and Historical Development 1–2. (Turcologica 50.) Wiesbaden: Harrassowitz.
- 2006. Aspects of Greek-Turkish language contact in Trabzon [Aspekte des griechisch-türkischen Sprachkontakt in Trabzon]. In Boeschoten, Hendrik & Johanson, Lars (Hrsg.) Turkic Languages in Contact. (Turcologica 61.) Wiesbaden: Harrassowitz. 63–73.
- 2011. Objekter i romanen. Orhan Pamuk og den materielle verden [Gegenstände im Roman. Orhan Pamuk und die materielle Welt]. In Materiell Kultur & Kulturens Materialitet. Oslo: Novus. 81–97.
- 2013. Tyrkisk-norsk ordbok [Türkisch-norwegisch Wörterbuch]. Mit Sinan Çorbacıoğlu. Oslo: Sypress.
- 2013. Trabzon ağızlarındaki soluksuz ötümsüz patlayıcı ünsüzler [Unaspirierte und stimmlose Konsonanten in Trabzon-Dialekten]. Dilbilim Araştırmaları Dergisi 1: 195–205.
- 2014. Einige Bemerkungen zum Infinitiv in -mA im osmanischen Türkisch des 17. Jahrhunderts. In Turcology and Linguistics. Éva Ágnes Csató Festschrift. Ankara: Hacettepe Üniversitesi. 103–113.
- 2016. Transkriptionstexte in Topkapı Sarayı neu aufgelegt. In Csató, Éva Á. et al. (Hrsg.) Spoken Ottoman in Mediator Texts. (Turcologica 106.) Wiesbaden: Harrassowitz. 61–73.
- 2016. Karamanlidic literature and its value as a source for spoken Turkish in the 18th and 19th centuries (Karamanlidische Literatur und ihr Wert als Quelle für gesprochenes Türkisch im 18. und 19. Jahrhundert.) Turkic Languages 20: 5–25.
- 2017. Pamuk en Scandinavie [Pamuk in Scandinavia]. In Basch, Sophie & Göle, Nilüfer (Hrsg.) Cahier Pamuk. Paris: Éditions de L’Herne. 115–120.
- 2020. The Eighth International Congress of Orientalists held in Stockholm/Uppsala and Christiania (1–14 September 1889), and its echo in Turkish literature. In Csató, Éva Á. et al. (Hrsg.) Turcologica Upsaliensia. An Illustrated Collection of Essays. Leiden: Brill. 129–144.
- 2022. The Turkish Language Reform (Die türkische Sprachreform). In Johanson, Lars & Csató, Éva Á. (Hrsg.) The Turkic Languages. London & New York: Routledge. 231–235.
- 2022. Turkish dialects (Türkische Dialekte). In Johanson, Lars & Csató, Éva Á. (Hrsg.) The Turkic Languages. London & New York: Routledge. 224–230.
- 2023. Turkish dialects: Eastern Black Sea Coast (Türkische Dialekte: Östliche Schwarzmeerküste). In Encyclopedia of Turkic Languages and Linguistics Online.
- 2023. The Turkish Language Reform. Dragomanen (Swedish Research Institute in Istanbul), 53–66.

### Übersetzungen
- Orhan Pamuk: Svart bok (Originaltitel Kara kitap). Oslo: Gyldendal. 1994.
- Orhan Pamuk: Mitt namn er karmosin (Originaltitel Benim adım Kırmızı). Oslo: Gyldendal. 2003.
- Orhan Pamuk: Istanbul – Byen og minnene (Originaltitel İstanbul – Hatıralar ve şehir). Oslo: Gyldendal. 2006.
- Orhan Pamuk: Uskyldighetens museum (Originaltitel Masumiyet müzesi). Oslo: Gyldendal. 2010.
- Orhan Pamuk: Noe fremmed i mitt sinn (Originaltitel: Kafamda bir tuhaflık). Oslo: Gyldendal. 2016.

## Preise und Auszeichnungen
- Türkolojiye Üstün Hizmet Armağanı der Universität Istanbul (Auszeichnung für höchste Verdienste um die Turkologie, 1985)
- Dışişleri Bakanlığı Üstün Hizmet Ödülü (Verdienstorden des türkischen Außenministeriums, 2010)